# Алексенко-Сербин, Тихон Михайлович
Алексенко-Сербин, Тихон Михайлович (29 июля (10 августа) 1869 г., г. Ромны Полтавской губернии, ‒ 3 марта 1941 г., Москва) — русский и советский учёный-металлург, специалист в области порошковой металлургии тугоплавких металлов, один из организаторов промышленности редких металлов в СССР. Преподаватель Московской горной академии, профессор (1930 г.) Московского института цветных металлов и золота.

## Биография
Уроженец города Ромны Полтавской губернии, дворянин. Окончил Харьковское реальное училище (1890), механическое отделение Харьковского практического технологического института в 1897 г. получив специальность инженера-технолога. С 1898 занимался инженерной и экспериментальной работой на производстве. Инициатор и руководитель строительства в Москве ряда крупных предприятий.
Работал на золотоканительной фабрике «Владимир Алексеев и К.» в Москве с 1898 г. С 1899 — её заведующий. В 1899 г. организовал первый в России отдел по сверлению и обработке алмазных камней для волочильного инструмента. В 1905—1909 гг. по инициативе Т. М. Алексенко-Сербина организованы меднопрокатный и кабельный завод Товарищества «Владимир Алексеев» и «П. Вишняков и А. Шамшин» (позже — московский кабельный завод «Электропровод»). В 1913—1914 гг. организовал электроламповое производство на базе галунно-ткацкой фабрики «А. Болотнов С-я». Электроламповая фабрика, созданная Т. М. Алексенко-Сербиным, стала одним из первенцев отечественной электроламповой промышленности. После революции, в 1922 г. организована Государственная проволоко-тянульная и кардонаборная фабрика № 3, Т. М. Алексенко-Сербин назначен заведующим фабрикой.
Один из организаторов промышленности редких металлов в СССР. В 1919—1922 гг. Т. М. Алексенко-Сербиным создана специализированная «Лаборатория угольных волосков» при НТО ВСНХ. На основе работ лаборатории впервые в СССР организовано производство угольных волосков для электрических ламп накаливания. Создал и возглавил Бюро по исследованию редких элементов (БЮРЭЛ) при НТО ВСНХ (1922—1923), сыгравшее огромную роль в развитии промышленности редких элементов в СССР. Создал (1923 г.) «Вольфрамовую лабораторию» при Кабельном заводе, положившую начало научно-исследовательским работам в области металлокерамики вольфрама, молибдена и тантала в СССР. В 1930—1931 гг. создал и заведовал лабораторией сверхтвёрдых сплавов (металлокерамики) ЦНИИТМАША, впоследствии переименованную в «Лабораторию металлокерамики». Эта лаборатория сыграла большую роль в развитии отечественной порошковой металлургии тугоплавких, а также цветных и чёрных металлов.
В 1927—1934 годах принимал участие в составлении «Технической энциклопедии» под редакцией Л. К. Мартенса, автор статей из раздела «твёрдые сплавы».

## Научная деятельность
В 1899—1900 гг. разработал и внедрил в производство тончайшую (диаметром 0,011—0,030 мм) проволоку, обладающею эластичностью и мягкостью вышивальных ниток. В 1900 г. продукция получила «Гран-при» на Всемирной промышленной выставке в Париже, а автор удостоен золотой медали и диплома. В 1910—1911 гг. исследовал способ отжига мишурной проволоки (диаметром 0,04 мм), начато её массовое внедрение в производство для изготовления микрошнуров телефонных аппаратов. В 1914—1915 гг. Т. М. Алексенко-Сербиным впервые в России создано производство цоколей для электроламп. В 1915 г. разработан и внедрён способ получения электропроводниковой проволоки, изолированной эмальлаком, до 1924 г. подобное производство было единственным в СССР.
В советское время продолжил исследовательскую деятельность. В 1920—1921 гг. впервые в отечественной практике разработал технологию изготовления стальной кардной проволоки с помощью метода электрозакалки. Создание нового производства освободило от импорта кардных лент советскую промышленность.
В 1927—1928 гг. под руководством и по проектам Т. М. Алексенко-Сербина впервые в нашей стране организовано промышленное производство вольфрама, молибдена и изделий из них на Московском «Электрозаводе». Успешное развитие металлокерамики тугоплавких металлов на «Электрозаводе» способствовало дальнейшему прогрессу порошковой металлургии в Советском Союзе. В 1936—1937 гг. под руководством Т. М. Алексенко-Сербина в Лаборатории металлокерамики ЦНИИМАШ ведутся исследовательские работы по замене технического алмаза новыми синтетическими материалами. Крупное достижение лаборатории — освоение технологии производства карбида бора и внедрение его в качестве абразивного материала в металлообрабатывающую и машиностроительную промышленность. В 1932—1941 гг. в металлокерамической лаборатории ЦНИИТМАШ Т. М. Алексенко-Сербиным выполнен и внедрён в производство ряд важных научно-исследовательских работ в области порошковой металлургии (изготовление бронзо-графитовых подшипников; способ электролитического покрытия порошков металлов и графита металлической оболочкой; разработка методов получения металлокерамических изделий из комбинированных сплавов и ряд др.).

## Педагогическая деятельность
Педагогическая деятельность Т. М. Алексенко-Сербина была связана с ведущими учебными заведениями столицы — Московской горной академией им. Сталина, Институтом народного хозяйства им. Плеханова и Московским высшим техническим училищем им. Баумана.
В его педагогической биографии особое место занимает Московская горная академия, куда его пригласил в 1922 г. проф. Н. С. Верещагин для организации курса «волочение металлов». Здесь он проработал многие годы и создал ряд специальных учебных курсов. После разделения МГА на шесть самостоятельных вузов Т. М. Алексенко-Сербин работает в Институте стали на кафедре «волочение металлов». Одновременно в Институте цветных металлов и золота им. М. И. Калинина в качестве профессора читает лекции по обработке металлов волочением, кабельному делу, металлургии и технологии редких элементов. Звание профессора было присвоено Т. М. Алексенко-Сербину 21 июля 1930 г. Учёным советом Московского института цветных металлов и золота за большую плодотворную педагогическую и научную работу.
С 1924 г. Т. М. Алексенко-Сербин читал лекции по технологии электропроводов и кабелей на электропромышленном факультете Института народного хозяйства им. Г. В. Плеханова и на электротехническом факультете Московского высшего технического училища им. Баумана. Кроме того, этот же курс преподавался им в Московском кабельном техникуме.
Урна с прахом захоронена в колумбарии Донского кладбища.

## Избранные труды
- Проволочное производство. Курс для студентов. М., изд. Московской горной академии, 1923.
- Технология электропроводов и кабелей. М., изд. Института народного хозяйства им. Плеханова, 1928.
- Производство электропроводов и кабелей. М.—Л., Госиздат, 1930.
- Курс по металлургии и обработке редких металлов (вольфрам, молибден, тантал и другие), ч. 1 — Физико-химические свойства вольфрама. М., Минцветмет, 1931.
- Вольфрам (монография) М., изд. Минцветметзолото, 1931.
- Сурьма (монография). М., изд. Минцветметзолото, 1931.
- Ртуть (монография). М., изд. Минцветметзолото, 1931.
- Металлургия редких металлов и обработка их в сплавы. М.—Л., Цветметиздат, 1932.
- Холодное волочение чёрных металлов (совместно с И. А. Юхвецом). М., ОНТИ, Глав. ред. лит-ры по чёрной металлургии, 1938.

## Авторские свидетельства и заявки на изобретения

### Авторские свидетельства
- Описание электрической печи для изготовления карбидов бора, кремния и т. п. Заявлено 3 марта 1936 г. Опубликовано 31 августа 1936 г. Авторское свидетельство № 48914.
- Способ получения карбидов бора. Заявлено 20 марта 1936 г. Опубликовано в «Бюллетене изобретений», № 8, 1936. Авторское свидетельство № 48255.
- Способ получения карбида бора. Заявлено 20 марта 1936 г. Опубликовано в «Бюллетене изобретений», № 4, 1937 г. Авторское свидетельство № 50966.
- Способ изготовления методами металлокерамики длинных втулок. Заявлено 15 мая 1936 г. Опубликовано 31 января 1937 г. Авторское свидетельство № 50311.
- Способ термической обработки изделий из карбидов бора. Заявлено 2 марта 1937 г. Опубликовано 31 мая 1939 г. Авторское свидетельство № 54903.
- Способ приготовления шихты для производства пористых металлокерамических антифрикционных сплавов на железографитовой основе. Заявлено 23 марта 1937 г. Опубликовано 30 сентября 1938 г. Авторское свидетельство № 53883.
- Способ армирования металлокерамических изделий. Заявлено 7 апреля 1939 г. Опубликовано 31 мая 1940 г. Авторское свидетельство № 57024.
- Способ нанесения на металлические изделия металлокерамического слоя. Заявлено 14 ноября 1939 г. Опубликовано 30 сентября 1940 г. Авторское свидетельство № 58002.
- Способ изготовления твёрдых изделий на основе карбида бора. Заявлено 1(4 января 1940 г. Опубликовано 31 марта 1942 г. Авторское свидетельство № 61086,

### Заявки на изобретения
- Способ изготовления антифрикционных составов. Приоритет 26 декабря 1935 г.
- Способ изготовления шихты в виде порошка для металлокерамических изделий на алюминиевой основе. Приоритет 26 декабря 1935 г.
- Состав и способ изготовления шихты для металлокерамических изделий. Приоритет 28 декабря 1936 г.
- Состав и способ изготовления из него пористых антифрикционных автосмазывающихся изделий. Приоритет 8 февраля 1936 г.
- Способ изготовления изделий из карбидов бора. Приоритет 31 января 1937 г.
- Устройство для покрытия зёрен металлических и графитовых порошков металлической оболочкой. Приоритет 9 января 1937 г.
- Аппарат для электроплакировки порошков. Приоритет 21 июля 1939 г.

## Признание
Был награждён золотой медалью и дипломом Всемирной выставки в Париже (1900 г.) за внедрение новых сплавов металлов на производстве.
В 1923 г. за успешное выполнение задания по организации нового в стране производства сигнальных ламп и угольных волосков специальная экспертная комиссия от ВСНХ дала высокую оценку работы Т. М. Алексенко-Сербина и наградила его дипломом и денежной премией.